# 2020
Évszázadok: 20. század – 21. század – 22. század
Évtizedek: 1970-es évek – 1980-as évek – 1990-es évek – 2000-es évek – 2010-es évek – 2020-as évek – 2030-as évek – 2040-es évek – 2050-es évek – 2060-as évek – 2070-es évek
Évek: 2015 – 2016 – 2017 – 2018 –  2019 – 2020 – 2021 – 2022 – 2023 – 2024 – 2025
2020 szökőév volt, amelynek legfontosabb eseménye világszerte a Covid19-pandémia volt. A világjárvány következményei közé tartozott többek között globális recesszió, sok esemény lemondása és korlátozások bevezetése. A Geospatial World a klímaváltozás szempontjából az évet a legrosszabbnak nevezte, több természeti katasztrófa miatt világszerte. A Time magazin is hasonlóan vélekedett, a modern idők legrosszabb évének nevezve 2020-at, mindössze ötödjére használva X címlapját.

## Események

### Január
- január 1. – Horvátország átveszi Finnországtól az Európai Unió soros elnökségét, mely tisztséget a rotációban hat hónapig tölti be.[1]
- január 3.
  - Donald Trump amerikai elnök parancsára az Egyesült Államok hadserege – a bagdadi repülőtér szomszédságában – egy dróntámadásban megöli az iráni Forradalmi Gárda elit alakulatának, az al-Kudsz Erő parancsnokát, Kászem Szolejmánit.[2]
  - Lemond tisztségéről Zoran Zaev észak-macedón miniszterelnök, Sztevo Pendarovszki államfő pedig még aznap Oliver Szpaszovszki belügyminisztert bízza meg egy szakértői kormány vezetésével.[3] (Zaev 2016-os kampányígérete az ország euroatlanti integrációjának felgyorsítása volt, ám Emmanuel Macron francia államfő megvétózta, hogy Brüsszel kitűzze az észak-macedón EU-csatlakozási tárgyalások kezdő időpontját.)[4]
- január 5. – A horvát elnökválasztás második fordulóját Zoran Milanović, volt kormányfő, az ellenzéki Szociáldemokrata Párt (SDP) jelöltje nyeri.[5]
- január 7. – Alexander Van der Bellen osztrák államfő felmenti hivatalából a Brigitte Bierlein vezette ügyvezető kormányt, és beiktatja Sebastian Kurzot, valamint az Osztrák Néppárt (ÖVP) és a Zöldek alkotta kormánykoalíció tagjait.[6]
- január 8.
  - Röviddel a felszállás után Teherántól északnyugatra – fedélzetén 176 emberrel – lezuhant az ukrán Ukraine International Airlines Boeing 737–800 repülőgépe, amelyet iráni légvédelmi rakétával lőnek le tévedésből.[7]
  - A madridi Zarzuela palotában, VI. Fülöp spanyol király jelenlétében beiktatják hivatalába Pedro Sánchez miniszterelnököt, miután az előző napi parlamenti szavazás második körében megszerezte a relatív többséget. (Ezzel több mint nyolc hónap után ismét teljes hatáskörrel rendelkező kormánya lett a dél-európai országnak.)[8]
- január 11. – Tajvanon újraválasztják a függetlenségpárti Demokratikus Progresszív Párt (DPP) elnökét, az ország első női államfőjét, Caj Jing-vent.[9]
- január 14. – A Windows 7 támogatása megszűnik.
- január 22. – Luigi Di Maio lemond az 5 Csillag Mozgalom pártelnökségről.[10]
- január 23. – Koronavírus lezárás Wuhanban (Kina).[11]
- január 25. – Didier Raoult, a Marseilles-i Fertőző és Trópusi Járványügyi Kutatóközpont (Research Unit in Infectious and Tropical Emergent Diseases) igazgatója bejelenti, hogy megkezdi kísérletét a Covid-19 vírusos betegek gyógyítására a maláriát gyógyító klorokinnal és a krónikus autoimmun betegségeket szinten tartó hidroxi-klorokinnal.[12]
- január 26. – Dézsi Csaba András, a Fidesz-KDNP jelöltje nyeri az időközi polgármester-választást Győrben.
- január 27. – Lemond tisztségéről Marjan Šarec, a Szlovéniát kormányzó kisebbségi kormány miniszterelnöke, miután nem tudta elfogadtatni a kabinet tagjaival az általa fontosnak tartott reformcsomagot. (Šarec néhány órával az után jelentette be távozását, hogy lemondott Andrej Bertoncelj pénzügyminiszter, aki elfogadhatatlannak nevezte a kormányfő azon tervét, amely szerint a költségvetésből fedeznék a nemzeti egészségügyi rendszerben keletkezett hiányt.)[13]
- január 30. – Az Egészségügyi Világszervezet (WHO) nemzetközi egészségügyi vészhelyzetet hirdet a kínai Vuhanból kiindult, később világjárvánnyá vált Covid19-pandémia miatt.[14]
- január 31. – Életbe lép a Brexit. (Az Egyesült Királyság tagsága az Európai Unióban – 47 év és egy hónap után – nyugat-európai idő szerint 23:00-kor (közép-európai idő szerint éjfélkor) megszűnik.)[15]

### Február

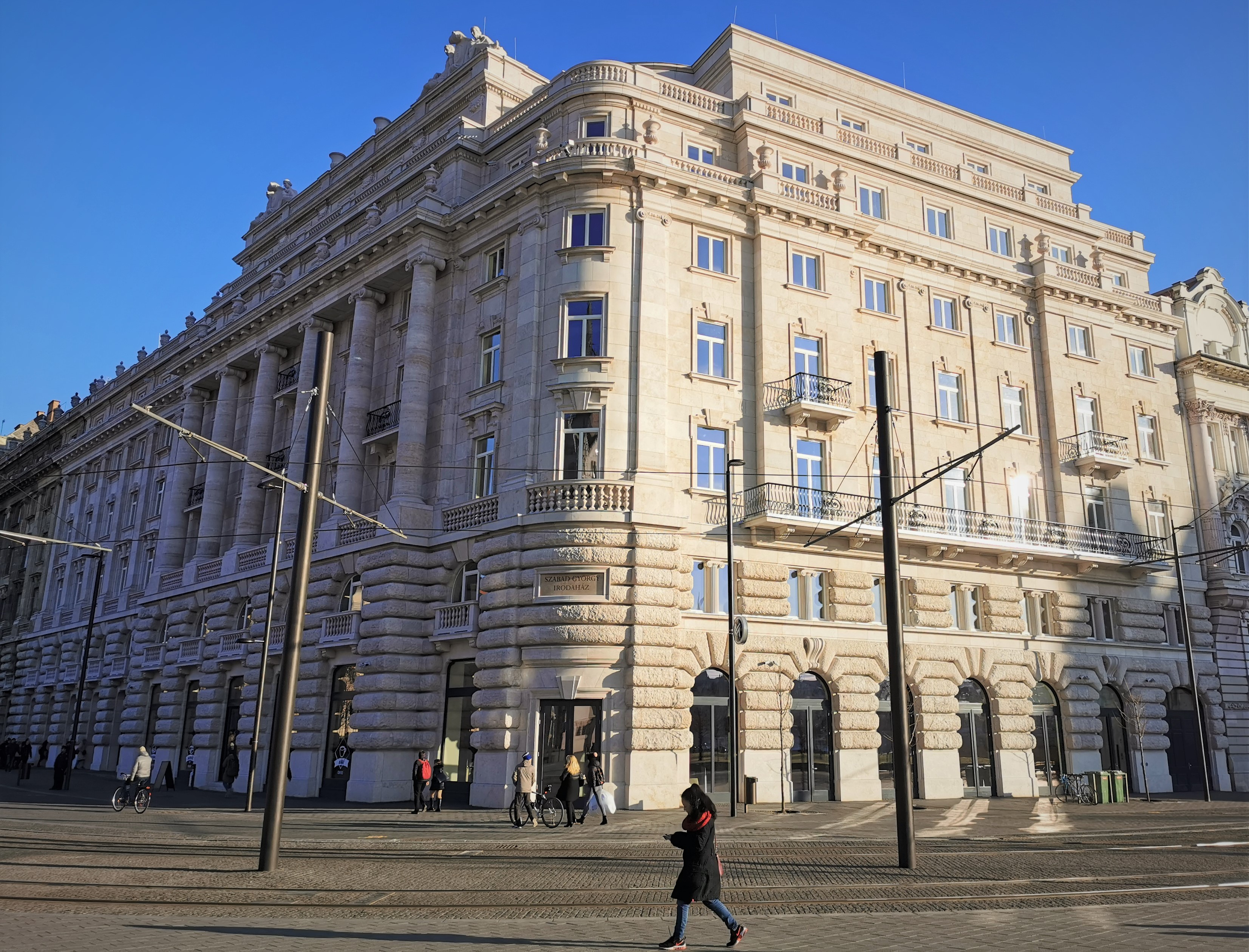
Szabad György Irodaház

- február 5. – Felavatják a Szabad György Irodaházat a Kossuth téren.[16][17]
- február 6. – Klaus Johannis román államfő újabb kormányalakítási megbízást ad Ludovic Orbannak, a jobbközép Nemzeti Liberális Párt (PNL) elnökének, miután a parlament előző nap megvonta az általa vezetett kisebbségi PNL-kormánytól a bizalmat.[18]
- február 8.
  - Nevet változtat a Lehet Más a Politika, ezzel is kifejezve „zöldpárt jellegüket”. A párt új, hivatalos megnevezése LMP – Magyarország Zöld Pártja, rövidített elnevezése a „Zöldek” lett.[19]
  - Parlamenti választás Írországban, melyen a két jobbközép párt, a Fine Gael és a Fianna Fáil 38, illetve 35 mandátumot szerzett a 160 fős alsóházban, míg a közéjük ékelődő baloldali-nacionalista Sinn Féin 37 helyet szerzett meg. (Az országot, az Ír-sziget 1922-es kettészakítása óta jellemző kétpártrendszer ezzel véget ér. A két jobbközéppárt 1982-ben még együtt 84%-ot szerzett, most viszont csupán 43-at.)[20]
- február 9. – Az azeri előrehozott parlamenti választáson az – İlham Əliyev államfő vezette – Új Azerbajdzsán Párt (YAP) szerez többséget a 125 fős egykamarás törvényhozásban.[21]
- február 14. – Vince Reffet Jumeirah Beach Residencetől délre, Dubaiban szabadon lebegett egyéni repülőgépével.[22][23]
- február 16. – Kálló Gergely, a Jobbik jelöltje nyeri a dunaújvárosi időközi választást.
- február 24. – Lemondott Mahathir bin Mohamad malajziai miniszterelnök.[24]
- február 27. – Recep Tayyip Erdoğan török elnök úgy dönt, hogy Törökország megnyitja déli határát Szíria felé és 72 órára lehetővé teszi a szíriai menekültek számára a szabad utat Európába.[25]
- február 29. – Parlamenti választás Szlovákiában, melyen az Igor Matovič vezette Egyszerű Emberek és Független Személyiségek (OL’aNO) párt végzett az első helyen, megelőzve a kormányon lévő Smert. (A Smer koalíciós partnerei – a Szlovák Nemzeti Párt (SNS) és a Most–Híd párt – nem jutottak be a parlamentbe. A rendszerváltás óta először fordul elő Szlovákiában, hogy parlamenti képviselet nélkül maradt a magyar kisebbség, mivel egyaránt bukta a bejutási küszöböt a – kudarc hatására lemondott Bugár Béla vezette – Most–Híd, és a vele szemben álló Magyar Közösség Pártja (MKP) köré tömörülő összefogás.)[26]

### Március
- március 2. – A Yahoo! időkapszula kinyitása.
- március 4. – Az első két COVID-19 esetet jelentik Magyarországon.[27]
- március 7. – Államcsőd Libanonban.[28][29]
- március 9. – Az orosz–szaúdi kőolaj-kitermelési megállapodás elmaradása miatt 25-30%-kal esik a kőolaj világpiaci ára a nap folyamán. A New York-i tőzsdén 7%-kal zuhan a részvényindex az olajárháború és a terjedő koronavírus-járvány hírei miatt.[30]
- március 10. – Az orosz parlament alsóháza nagy többséggel elfogadja az alkotmány jelentős módosításáról szóló törvényjavaslatot, ezt követően pedig jóváhagyja azt a kezdeményezést is, amely szerint az alaptörvény aláírása miatt újrakezdik a hivatalban lévő államfő mandátumainak számozását.[31]A Belváros a kontinentális zárlat első napján
- március 11.

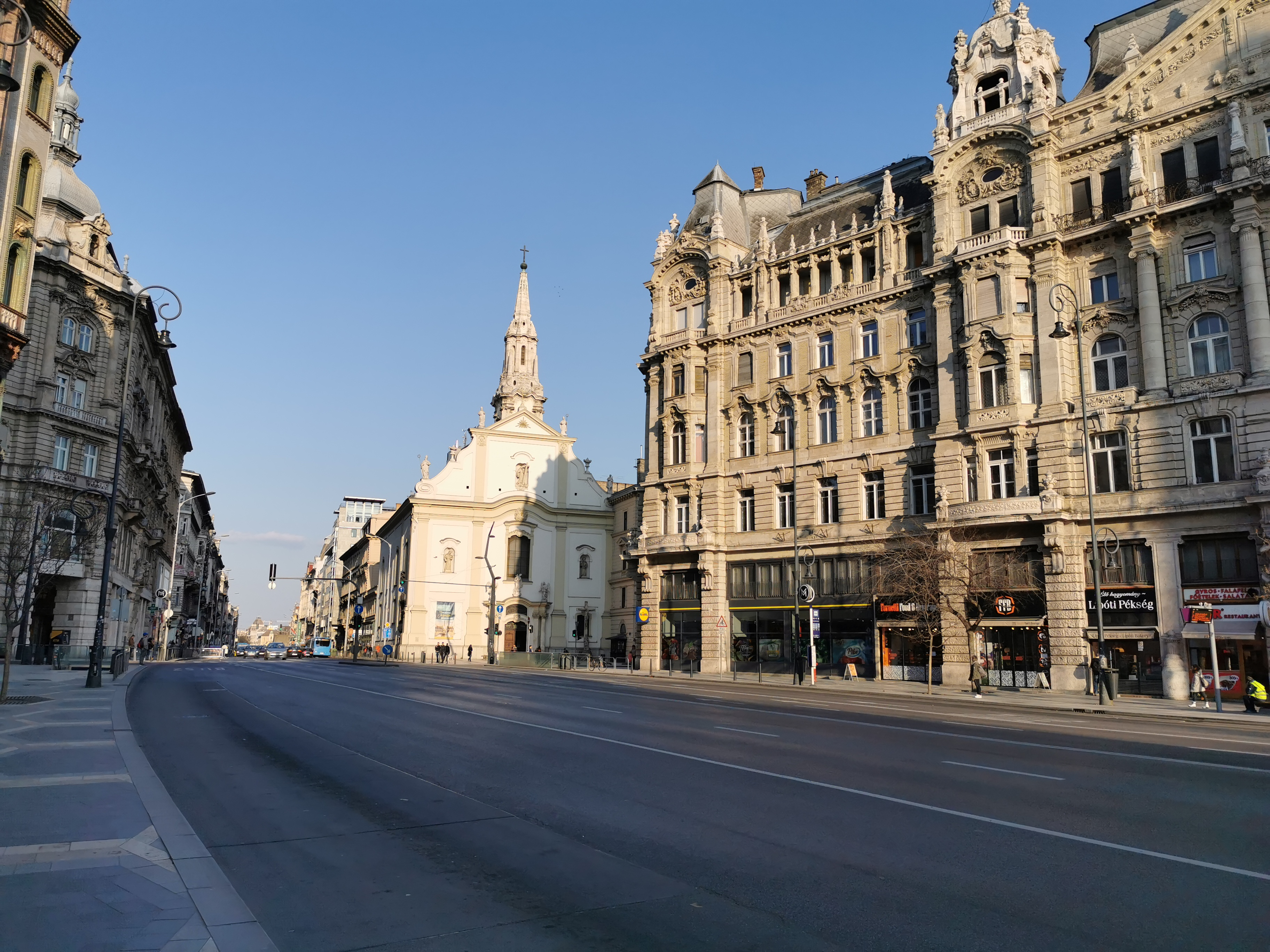
A Belváros a kontinentális zárlat első napján

  - Szlovákiában letartóztatnak 13 bírót a Kuciak-gyilkossággal összefüggésben.[32]
  - Magyarországon helyi idő szerint 15 órától veszélyhelyzetet rendelnek el a koronavírus-járvány miatt. (Egyebek mellett korlátozták a rendezvények megtartását, egyes fertőzött területekről az ország területére való beutazást, a kórházakban pedig látogatási tilalmat vezettek be.)[33]
  - Az Egészségügyi Világszervezet (WHO) világjárvánnyá nyilvánította az új típusú koronavírus járványt.[34]A kijárási korlátozásról tájékoztató hirdetőoszlop Budapesten
- március 12.

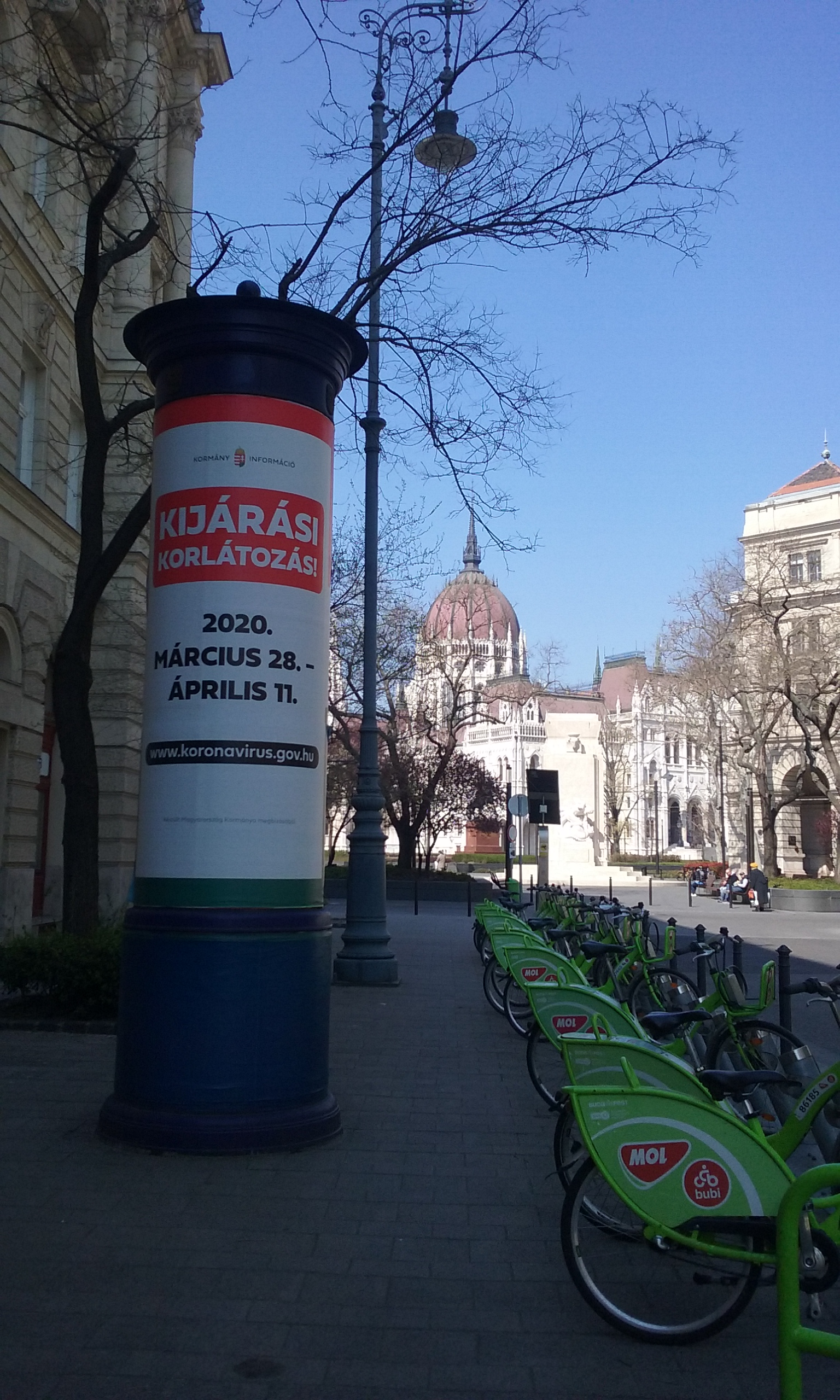
A kijárási korlátozásról tájékoztató hirdetőoszlop Budapesten

  - Szlovákiában 6 órától rendkívüli állapotot hirdetnek ki a koronavírus-járvány miatt.[35]
  - Csehország 14 órától kezdve 30 napos szükségállapotot vezet be a koronavírus-járvány miatt.[36]
- március 14. – A koronavírus-járvány miatt rendkívüli intézkedések közepette[37] a román parlament – 286 igen szavazattal, 23 ellenében, egy tartózkodás mellett[38] – bizalmat szavaz[39] a másfél hónapja megbuktatott Ludovic Orban változatlan összetételű kormányának. (Az otthoni karanténban lévő miniszterjelölteket videókapcsoláson keresztül hallgatták meg a szakbizottságok tagjai, a maszkokat viselő törvényhozók pedig egyesével járultak a parlamentben kijelölt szavazóterembe.)[37]
- március 16. – Átveszi az Országos Széchényi Könyvtár, Magyarország nemzeti könyvtára vezetését Rózsa Dávid, a pályázatnyertes és kinevezett új főigazgató.[40][41]
- március 17. – 0 órától külföldről érkező nem magyar állampolgárok személyforgalomban Magyarország területére nem léphetnek be.[42][43]
- március 17. – Didier Raoult bejelenti, hogy 36 dél-kelet franciaországi betegen végzett kísérlet alátámasztja azt a megállapítást, hogy a Hydroxychloroquine és az Azithromycin hatásos volt a COVID-19 vírusos fertőzés gyógyítására.[44][45][46]
- március 17. – Az Európai Unió tagállami vezetői az Európai Bizottság javaslata alapján azonnal életbe lépő beutazási tilalmat rendelnek el az Európai Unió területére.[47]
- március 21. – Megalakul az Igor Matovič vezette új szlovák kormány.[48]
- március 22. – Hajnalban két erős földrengés rázza meg a horvát fővárost, Zágrábot. (Az 5,3 magnitúdót meghaladó földmozgás károkat okozott a város épületeiben.)[49]
- március 25.
  - Helyi idő szerint déli 12 órától (EET) életbe lép a teljes kijárási tilalom Romániában.[50]
  - Másfél hónapnyi kormányzás után megbukik az Albin Kurti vezette koszovói kormány, miután a koalíciós partnere, a Koszovói Demokrata Szövetség (LDK) által benyújtott bizalmatlansági indítványt a pristinai parlament megszavazta.[51]
- március 26. – Albánia és Észak-Macedónia megkezdi az EU-csatlakozási tárgyalásokat.[52]
- március 27. – Észak-Macedóniát felveszik a NATO-ba.[53]
- március 28. – Magyarországon életbe lép a kormány április 11-ig tartó kijárási korlátozása.[54]
- március 30. – Magyarországon életbe lép a kormány úgynevezett koronavírus elleni védekezésről szóló törvénye, mellyel a kormány rendeleti úton tud intézkedéseket foganatosítani, akár országgyűlési felhatalmazás nélkül is.[55][56]

### Április
- április 2. – A COVID-19 koronavírus-járvány regisztrált eseteinek száma világszerte átlépi az egymilliót.[57]
- április 3. – Donald Trump, az Egyesült Államok elnöke felmenti hivatalából Michael Atkinsont, a hírszerzés főfelügyelőjét.[58]
- április 9. – A március 28-án bevezetett kijárási korlátozást határozatlan időre meghosszabbítja Magyarország kormánya.[59]
- április 13. – Donald Trump – az Egyesült Államok történelmében először – valamennyi tagállamot katasztrófa sújtotta területnek nyilvánítja a koronavírus-járvány miatt.[60]
- április 15. – Parlamenti választás Dél-Koreában, amelyen a baloldali liberális Demokrata Párt (DP) szerzi meg a többséget (163 mandátummal) a 300 fős törvényhozásban.[61]
- április 17. – Kina megkezdi a digitális yuan (e-RMB) kipróbálását Sencsen, Szucsou, Sziongan (en:Xiong’An) és Csengtu városokban.[62][63][64]
- április 27. – A COVID-19 koronavírus-járvány regisztrált eseteinek száma világszerte átlépi a hárommilliót. Csak az Egyesült Államokban eléri az 1 milliót.[65][66]
- április 29. – A Fővárosi Önkormányzat döntése alapján 20 km kerékpárutat festenek fel Budapest Belvárosában.[67][68]

### Május
- május 5. – A  Német Alkotmánybíróság döntése értelmében a Német Jegybank az Európai Központi Bank (EKB)  2015-ben indult kötvényvásárlási programjában a továbbiakban nem vehet részt, ha az EKB nem bizonyítja, hogy a program alaposan átgondolt és arányos volt.[69]
- május 14. – Dancs Ferenc államtitkár bejelenti, hogy Magyarország csatlakozik a Három Tenger Befektetési Alaphoz (Three Seas Initiative Investment Fund).[70]
- május 21. – A COVID-19 koronavírus-járvány regisztrált eseteinek száma világszerte átlépi az 5 milliót.[71]
- május 25. – Egy erőszakos rendőri intézkedés során életét veszti George Floyd afroamerikai férfi Minneapolisban. Az esemény hatására óriási tüntetési és zavargási hullám indul világszerte.[72]
- május 30. – Magyar idő szerint 21 óra 22 perckor a SpaceX és a NASA felbocsátja a Crew Dragon nevű űrhajót, ami az űrrepülő-program befejezése után az első amerikai űrjármű, ami képes embereket szállítani a Nemzetközi Űrállomásra.[73]

### Június
- június 4.
  - A Magyar Országgyűlés emlékülést tart a trianoni béke 100. évfordulója alkalmából.[74]
  - A korábbi Csongrád megye új neve Csongrád-Csanád megye.[75]
- június 8. – A kormány este közzétette a koronavírusról és a gazdaság újraindításáról szóló nemzeti konzultáció 13 kérdését.[76]
- június 18. – Hatályba lép az Országgyűlés által elfogadott törvény, miszerint Magyarországon megszűnik a koronavírus-járvány miatti veszélyhelyzet. A kormány azonban továbbra is szükségesnek tartja több, a járvány alatt meghozott rendelkezés fenntartását és néhány átmeneti intézkedés bevezetését.[77][78]
- június 20. A németországi Gelsenkirchenben Lenin-szobrot avatnak fel.[79]
- június 21.
  - Gyűrűs napfogyatkozás Afrika, Délkelet-Európa és Ázsia felett. (A fogyatkozás sávja Afrika szarvától északra, az Arab-félsziget déli részén, Pakisztánon, Indián, Tibeten, Kínán és Tajvanon haladt át.)[80]
  - Parlamenti és önkormányzati, illetve vajdasági tartományi választás Szerbiában, mely a kormányzó Szerb Haladó Párt győzelmével zárul.[81] (A legnagyobb délvidéki magyar párt, a Vajdasági Magyar Szövetség – a korábbi négy helyett – kilenc képviselőt delegálhat a belgrádi törvényhozásba, míg az újvidéki székhelyű tartományi parlamentbe tizenöt politikusa kerül be.)[82]
- június 27. – Négy hónapig tartó egyeztetés után nagykoalíciós kormány alakul Írországban, ahol az országtörténetében először osztozik a hatalmon a két jobbközép párt, a Fianna Fáil és a Fine Gael. (A miniszterelnök az előbbi vezetője, Micheál Martin lett, aki két év múlva átadja a posztot az utóbbi jelöltjének.)[83]
- június 28. – A koronavírus-járvány miatt május 10-éről elhalasztott lengyel elnökválasztás első fordulójában Andrzej Duda hivatalban lévő elnök végez az első, míg Rafał Trzaskowski varsói polgármester a második helyen, így ők ketten csapnak össze a július 12-i második fordulóban.[84]

### Július
- július 1.
  - Németország átveszi az Európai Unió Tanácsának soros elnökségét. (Berlin Horvátországtól vette át, majd jövő év januárban Portugáliának adja tovább a tisztséget.)[85]
  - Az oroszországi alkotmánymódosító népszavazáson az igen szavazatok több mint kétharmadával elfogadják az orosz alkotmánymódosításokat, amelyek egyebek mellett lehetővé teszik, hogy Vlagyimir Putyin 2036-ig elnök maradhasson.[86]
- július 2. – A Győri Ítélőtábla – helybenhagyva az első fokon eljáró Veszprémi Törvényszék ítéletét – jogerősen 15 év, fiatalkorúak börtönében letöltendő szabadságvesztésre ítéli a 2018-as sólyi gyermekgyilkosság elkövetőjét, ifj. Farkas Ferencet.
- július 5. – Előrehozott parlamenti választás Horvátországban, mely az Andrej Plenković miniszterelnök vezette Horvát Demokratikus Közösség (HDZ) győzelmével zárul.[87]
- július 7. – A Magyar Tudományos Akadémia (MTA) 193. tisztújító közgyűlésén a Bolyai-díjas és Széchenyi-díjas Freund Tamás agykutatót választották az MTA élére, aki a leköszönő Lovász Lászlót váltotta az elnöki poszton.[88]
- július 10. – Bulgária és Horvátország csatlakozik az európai árfolyam-mechanizmushoz.[89]
- július 12. – A 2020-as lengyelországi elnökválasztás második fordulójában Andrzej Duda a szavazatok 51,2 százalékát kapja meg, így újabb ötéves elnöki mandátumot szerez.
- július 13–15. – Három napon át tartó előrehozott parlamenti választást tartanak Észak-Macedóniában,[90] melyen szoros versenyben a kormányzó szociáldemokraták, a Macedóniai Szociáldemokrata Szövetség (SDSM) végez az első helyen, a jobboldali Belső Macedón Forradalmi Szervezet – Macedón Nemzeti Egység Demokratikus Pártját (VMRO-DPMNE) megelőzve. (A két párt 46, illetve 44 helyet szerzett a 120 fős törvényhozásban, így megkezdődtek a koalíciós tárgyalások az albán etnikai pártokkal.)[91]
- július 19. – Parlamenti választás Szíriában, mely – alacsony részvétel mellett – a Bassár el-Aszad államfő vezette Baasz Párt és szövetségesei győzelmével zárul.[92]
- július 24. – Felmond az index.hu, Magyarország egyik legnagyobb hírportáljának szerkesztőségének jelentős része, miután korábban a portál főszerkesztőjét, Dull Szabolcsot eltávolították pozíciójából.[93]
- július 25. – Extrém esőzés és villámárvíz Somogy és Zala megyében.[94]
- július 28. – Malajzia volt miniszterelnöke Najib Razak egy olyan ügyben találták bűnösnek, amely a 1MDB pénzügyi botrányhoz kapcsolódik.[95] A bíróság 12 év börtönbüntetésre ítélte és több millió dollár megfizetésére kötelezte.[96][97]
- július 30. – Egy Atlas V hordozórakéta fedélzetén sikeresen elindul a NASA Perseverance marsautója.[98]

### Augusztus
- augusztus 4. – Kora este kigyullad egy raktár Bejrútban, a libanoni főváros kikötőjében, melyet óriási robbanássorozat kísér, melyben több mint 100 ember meghal, 4000-nél többen megsérülnek, és egész városnegyedek pusztulnak el.[99]

- augusztus 5. – Parlamenti választás Srí Lankán, mely az ügyvezető kormányfő, Mahinda Rádzsapaksza vezette Srí Lanka-i Népi Front (SLPP) győzelmével zárul.[100]
- augusztus 9. – Az országot 1994 óta vaskézzel irányító Aljakszandr Lukasenka államfő – immáron a hatodik alkalommal – nyeri az elnökválasztást Fehéroroszországban.[101] (A közzétett eredmények szerint – úgy, hogy a független hazai megfigyelőket kizárták a szavazóhelyiségekből – az egységes ellenzék jelöltje, Szvjatlana Cihanovszkaja – aki közben Litvániába menekült – a szavazatok majd tíz százalékát szerezte meg.)[102] Az ország egész területén tüntetések kezdődnek.
- augusztus 10. – Bejrút kikötőjét levegőbe röpítő robbanást követő tüntetések hatására a Hasszán Diáb vezette libanoni kormány bejelenti lemondását.[103]
- augusztus 17 – A németországi Unterlüssben aláírják a megállapodást, mely szerint a Zrínyi 2026 honvédelmi és a haderőfejlesztési program részeként Magyarországon fogják gyártani a a Hiúz gyalogsági harcjárművet.[104]
- augusztus 19. – Az északnyugat-afrikai Maliban a hadsereg megdönti Ibrahim Boubacar Keita elnök hatalmát.[105] (A puccs vezetői lemondásra kényszerítik az – előző nap Boubou Cissé kormányfővel őrizetbe vett – államfőt, amit a nemzetközi közösség elítél.)[106]
- augusztus 20. – Esztergomban átadják a Volánbusz Zrt. új autóbusz-pályaudvarát a vasútállomás mellett.
- augusztus 28. – Romló egészségi állapotára hivatkozva bejelenti lemondását Abe Sinzó japán miniszterelnök.[107]
- augusztus 30.
  - Az LMP – Magyarország Zöld Pártja az 50. kongresszusán tartott tisztújításán társelnöknek választja Schmuck Erzsébetet és Kanász-Nagy Mátét, míg az országos elnökség titkárává Ungár Pétert. (A megválasztott tisztségviselők mandátuma 2 évre szól.)[108]
  - Parlamenti választások Montenegróban, amelyet az ellenzéki pártok nyernek meg. (Győzelmükkel vége szakadt a többpártrendszer bevezetése óta folyamatosan vezető Szocialisták Demokratikus Pártájának a regnálásának.)[109]

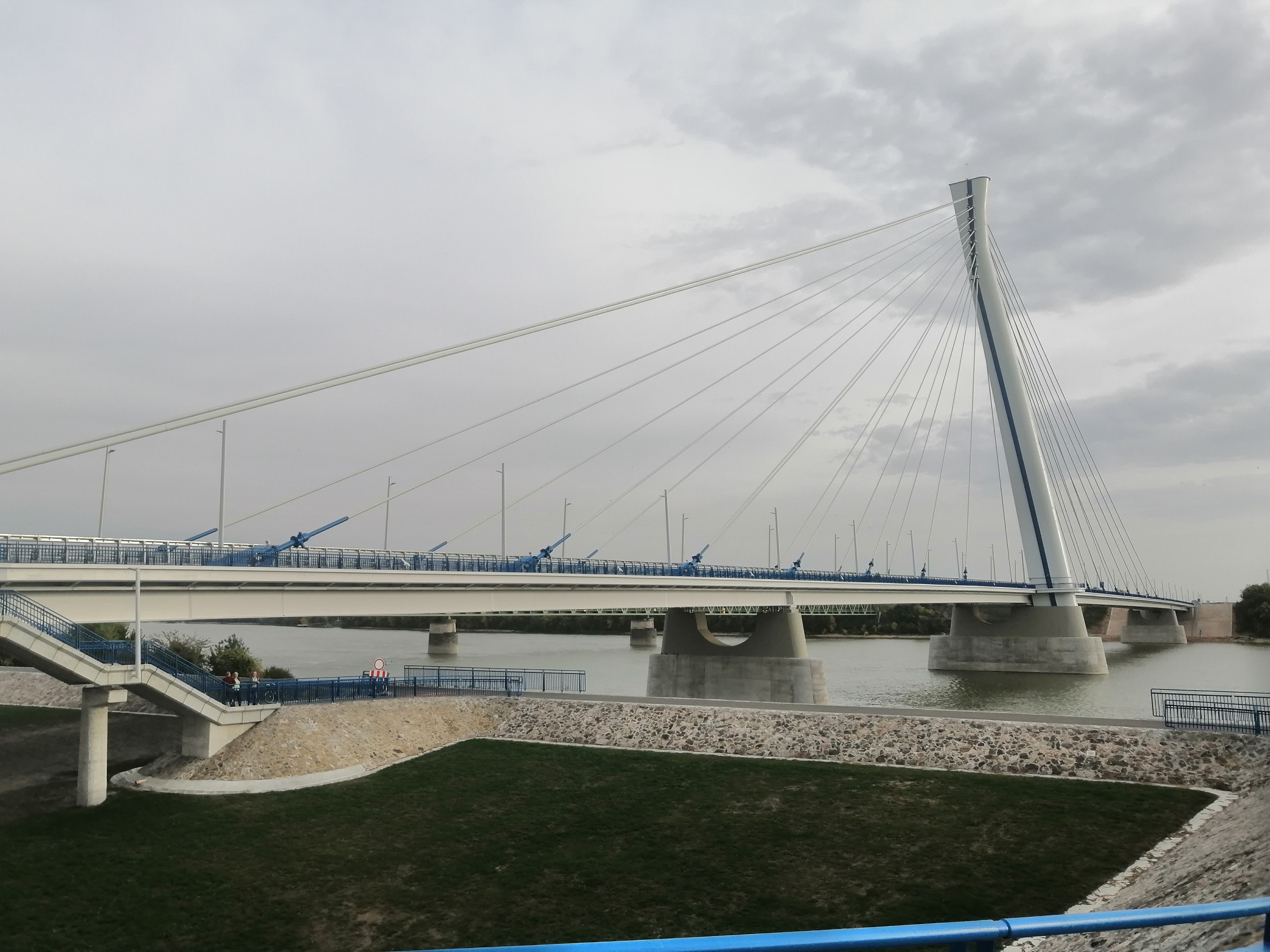
Monostori híd

### Szeptember
- szeptember 4.
  - Szerb–koszovói gazdasági normalizációs megállapodások.[110]
  - Bahrain–Izrael normalizációs megállapodás.[111]

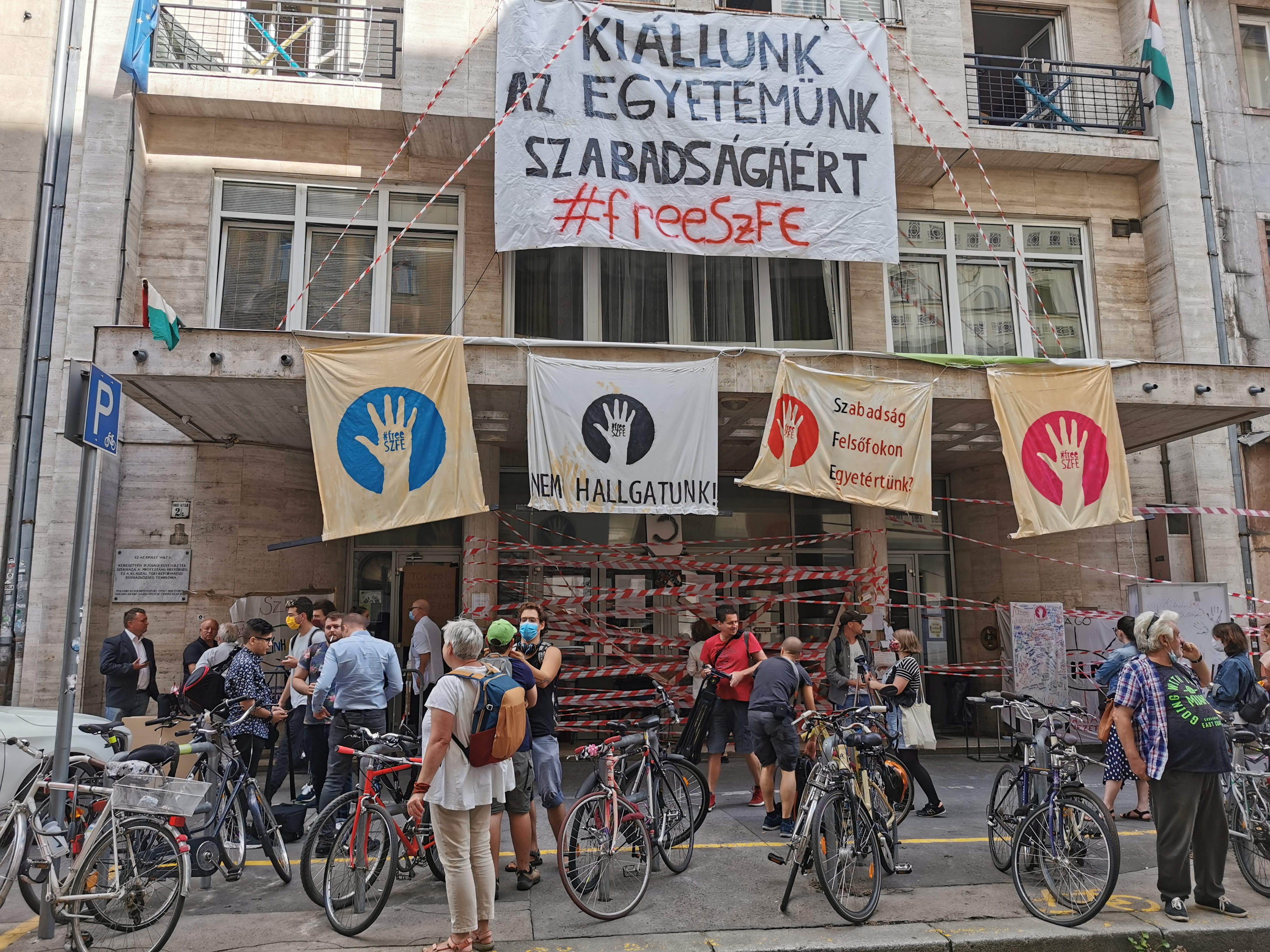
Demonstráció a Színház- és Filmművészeti Egyetemnél

- szeptember 6. – A Színház- és Filmművészeti Egyetem hallgatói elfoglalják az egyetem Vas utcai épületét.[112]
- szeptember 16. – Hivatalba lép japán miniszterelnöke, Szuga Josihide, akit két nappal korábban a jobboldali Liberális Demokrata Párt elnökévé választott.[113]
- szeptember 17. – Átadják Észak- és Dél-Komáromnál a Duna legmagasabb hídját, a Monostori hidat.[114]
- szeptember 19. – Kunhalmi Ágnest és Tóth Bertalant választja az MSZP társelnökévé a párt online kongresszusa.[115]
- szeptember 25. – Kelet-Ghánában bejelentik egy új állam, Nyugat-Togo megalakulását, amit más országok nem ismernek el.[116]
- szeptember 27.
  - A koronavírus-járvány miatt júniusban elhalasztott helyhatósági (önkormányzati) választásokat ezen a napon rendezik meg Romániában.[117]
  - Határháború tör ki Örményország és Azerbajdzsán között – a vitatott hovatartozású – Hegyi-Karabah miatt.[118][119]
- szeptember 28. – A COVID-19 koronavírus-járvány haláleseteinek száma világszerte átlépi az egymilliót.[120]

### Október
- október 2. – Elindul a távozott indexesek által indított online lap, a telex.hu.[121]
- október 4. – Parlamenti választások Kirgizisztánban,[122] melynek eredményeként egyetlen ellenzéki párt sem jutott be a törvényhozásba.[123] (Másnap zavargások törtek ki, s az ellenzéki pártok a parlamenti választások elcsalásával vádolták meg Szooronbaj Dzseenbekov elnököt, és kiszabadítottak több bebörtönzött ellenzéki vezetőt. A központi választási bizottság október 6-án érvénytelenítette az eredményt.)[124]
- október 6.
  - Benyújtja lemondását Kubatbek Boronov kirgiz kormányfő,[125] akinek utódjául a kirgiz parlament – négy nappal később – Szadir Jarapov ellenzéki vezetőt nevezi ki.[126]
  - Lemondott hivataláról a Szabáh al-Káled al-Hamad asz-Szabáh vezette kuvaiti kormány, hogy a szeptember végén beiktatott uralkodó, Navaf el-Ahmad el-Dzsábir Ál Szabáh új kabinetet állíthasson fel. (A kabinet a november végi választásokig ügyvivői feladatokat lát el.)[127]
- október 11. – Tiszaújvárosi időközi választás, amelyet a Fidesz–KDNP koalíció jelöltje, Koncz Zsófia nyert.[128]
- október 15. – A közép-ázsiai ország kirobbant zavargásokat követően lemond posztjáról Szooronbaj Dzseenbekov kirgiz elnök. (Lemondását azzal indokolta, hogy meghozott döntésével visszaállhat a társadalmi rend és béke az országban.)[129]
- október 16. – Egy iszlamista támadó Párizstól északnyugatra található Conflans-Sainte-Honorine külvárosban, a nyílt utcán késsel támadt egy középiskolai történelemtanárra, majd lefejezte. Az elkövetőt a rendőrség lelőtte. Az ügyben a terrorellenes ügyészség indított vizsgálatot.[130]
- október 17. – A kormányzó baloldali–liberális Munkáspárt a szavazatok 49,1%-ával 64 mandátumot szerez a 120 fős törvényhozásban az új-zélandi parlamenti választáson. (Az első alkalom a választási rendszer 1996-os átalakítása óta, hogy egy párt egyedül kerül többségbe.)[131]
- október 18.
  - A baloldali Mozgalom a Szocializmusért (MAS) párt színeiben induló Luis Arce nyeri az elnökválasztást Bolíviában. (Arce a Morales kormányzat gazdasági és pénzügyminisztere volt – kisebb megszakítással 2006 és 2019 között.)[132]
  - A kizárólag Ankara által elismert Észak-ciprusi Török Köztársaság elnökválasztását a keményvonalas Ersin Tatar kormányfő nyeri.[133]
- október 30. – Erős földrengés rázza meg az Égei-tenger törökországi partvidékét. (A törökországi Izmir tartományban a rengés erőssége a Richter-skála szerinti 7-es erősséget is elérte.)[134]
- október 31. – Parlamenti választás Grúziában, melyen a kormányzó Grúziai Álom nevű párt a voksok 48%-ával az első fordulóban 75 helyet szerzett a 150 fős törvényhozásban. (Az ellenzéki pártok nem ismerték el a választás eredményét, és november 8-ára tömegtüntetést hirdettek meg Tbiliszibe.)[135]

### November
- november 2.
  - Iszlamista terrortámadás Bécsben. (A támadásban négyen meghaltak és huszonketten megsebesültek, köztük egy rendőr. A támadó egy 20 éves albán származású iszlamista hátterű elkövető volt, Kujtim Fejzulai, akit a rendőrök kilenc perccel az első lövés leadása után lelőttek. A terrorcselekményért az Iszlám Állam vállalta a felelősséget.)[136][137][138]
  - Órákon át tartó tűzharc tör ki az Iszlám Állam három fegyverese és a Kabuli Egyetem biztonsági őrei között. (Az egyetem épületét megrohamozó terroristák 35 embert öltek meg. A terrorcselekményért az Iszlám Állam vállalta a felelősséget.)[139][140]

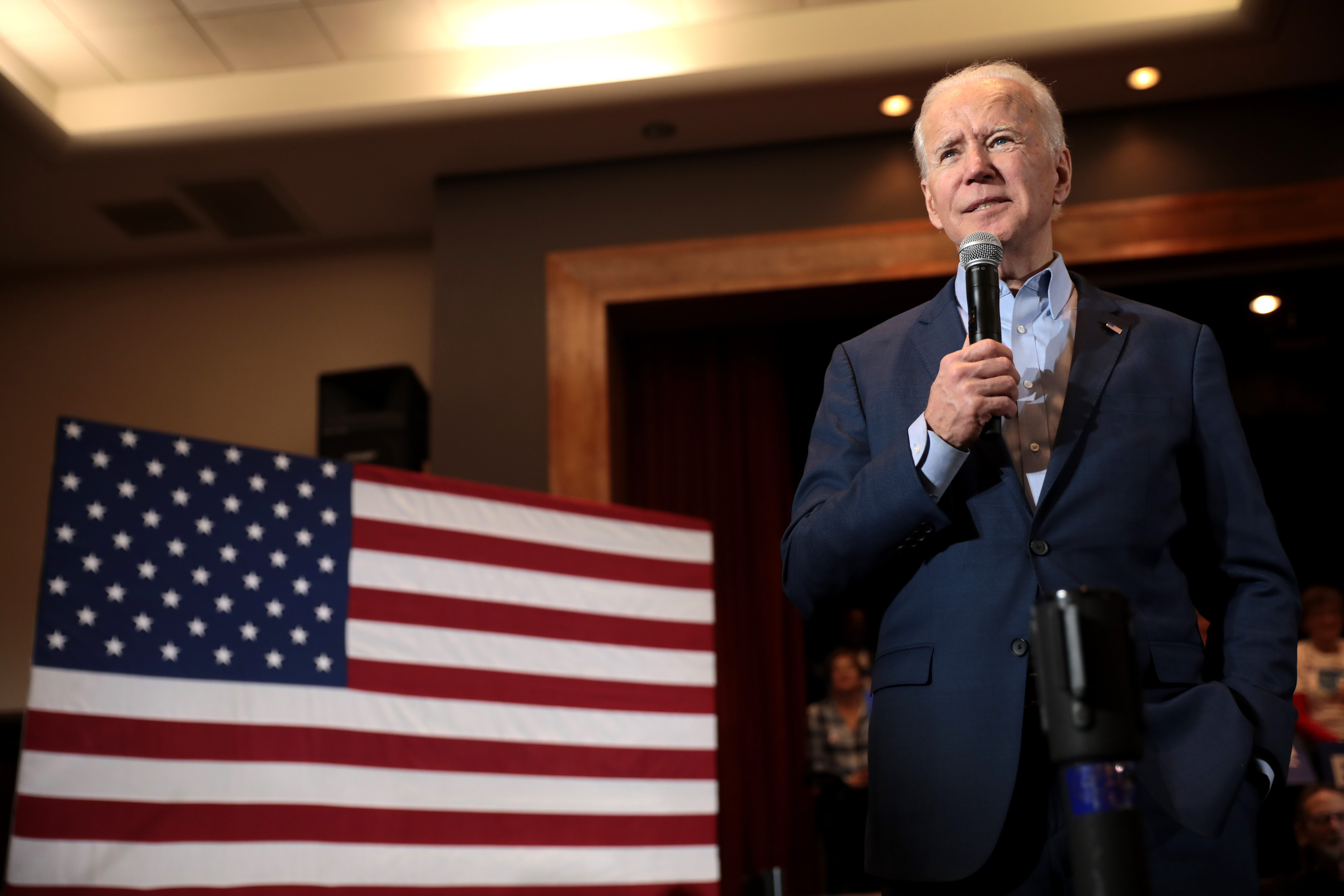
Joe Biden

- november 3. – Elnökválasztás az Amerikai Egyesült Államokban. 2020. november 7-én Joe Biden átlépte a megválasztáshoz szükséges elektorszámot így eldőlt, hogy ő lesz az Egyesült Államok 46. elnöke.[141]
- november 4. – Életbe lép a koronavírus-világjárvány következményeinek elhárítása, a magyar állampolgárok egészségének és életének megóvása érdekében Magyarország egész területére kihirdetett veszélyhelyzet.[142] (Az Országgyűlés a vészhelyzetet november 11-től számított 90 napig meghosszabbította,[143] amit 2021. február 8-ával megszüntetnek,[144] és rögtön életbe is lép az új.)[145]
- november 5. – Balog Zoltánt, korábbi emberierőforrás-minisztert választja püspökévé a Dunamelléki Református Egyházkerület.[146]
- november 8. – Elsöprő győzelmet arat a mianmari parlamenti választáson a Nobel-békedíjas Aun Szan Szu Kji vezette párt, a Nemzeti Liga a Demokráciáért (NLD). (Az országban ez volt a második választás azóta, hogy a katonai junta 2015-ben átadta a hatalmat a polgári kormánynak.)[147]
- november 9. – Örményország és Azerbajdzsán aláírja az Oroszország közreműködésével tető alá hozott 2020-as hegyi-karabahi tűzszüneti megállapodást, mellyel vége lett a 2020-as hegyi-karabahi háborúnak.[148]
- november 10. – A perui törvényhozás – erkölcsi alkalmatlanságra hivatkozva, egy alkotmányos vádeljárás keretében – elmozdítja hivatalából az ország elnökét, Martín Vizcarrát. (Az ügyvezetőkén kinevezett Manuel Merino parlamenti elnök – az erőszakba torkolló tüntetéseket követően, melyen kinevezését alkotmányellenesnek, állampuccsnak nyilvánították – öt napra rá lemondott, és a helyére a parlament a 76 éves Francisco Sagasti Hochhäusler akadémikust nevezte ki.)[149]
- november 15. – Maia Sandu nyeri a 2020-as moldovai elnökválasztás második fordulóját.[150]
- november 24. – A litván törvényhozás miniszterelnökké választja Ingrida Šimonytė kormányfőjelöltet.[151]
- november 29. – Szájer József, a Fidesz európai parlamenti képviselője lemond mandátumáról, miután november 27-én egy illegális szexpartin vett részt Brüsszelben.[152][153][154]
- november 30. – Orbán Viktor 14 év és 145 nap hivatalban töltött idő után megelőzi Tisza Kálmán, mint a leghosszabb ideig hivatalban lévő magyar miniszterelnök.[155]

### December
- december 6. – Parlamenti választást tartanak Romániában, melyen a Szociáldemokrata Párt (PSD) végzett az első helyen, megelőzve a kormányzó jobbközép Nemzeti Liberális Pártot (PNL).[156] (Miután a PNL alulmaradt a szociáldemokratákkal szemben, a párt elnöke, Ludovic Orban kormányfő másnap benyújtotta lemondását,[157] amit az államelnök még aznap el is fogadott.[158] Helyét a kormány élén – ügyvivői minőségben – nemzetvédelmi minisztere, Nicolae Ciucă vette át.)[159]
- december 14. – Teljes napfogyatkozás a Csendes-óceán, Dél-Amerika déli része és az Antarktisz felett.[160]
- december 20. – Megállapodás születik hat magyar ellenzéki párt (Jobbik, DK, Momentum, LMP, Párbeszéd, MSZP) között a 2022-es országgyűlési választáson való együttműködésről.[161][162]
- december 23.
  - Romániában megalakul a Florin Cîțu vezette új koalíciós kormány.[163] (A Nemzeti Liberális Párt (PNL), a Mentsétek meg Romániát Szövetség–Szabadság, Egység és Szolidaritás Pártja (USR–PLUS) pártszövetség és a Romániai Magyar Demokrata Szövetség (RMDSZ) alkotta koalícióban az RMDSZ három minisztériumot irányít.)[164]
  - A tömegtüntetések hatására Ion Chicu moldovai miniszterelnök – az előrehozott parlamenti választások mielőbbi megtartására hivatkozva, s hogy az országban helyreállhasson a rend – bejelenti kormánya távozását.[165] (Az év utolsó napján három miniszterével távozott a kormányból. Az alkotmány értelmében kabinetje ügyvivői minőségében a helyén maradt, a kormányfői feladatok ellátására az államfő 2021. január 1-jei hatállyal Aureliu Ciocoi külügyminisztert nevezte ki, míg a tárcavezető nélkül maradt pénzügy-, gazdasági és egészségügyi minisztériumok vezetését az államtitkárok vették át.)[166]
- december 24. – Az Egyesült Királyság és az Európai Unió átfogó szabadkereskedelmi megállapodásban állapodnak meg az átmeneti időszak vége előtt.[167]
- december 29. – A tavaszinál is erősebb, 6,4-es erősségű földrengés pusztít Horvátország középső részén, amelyet a szomszédos országokban, így Magyarországon is érezni lehet.[168]
- december 31. – Lejár az Egyesült Királyság 2020. január 31-ei Európai Unióból való kilépését követő átmeneti időszak.[169]

### Határozatlan dátumú események
- január – Szerbia és Koszovó megegyezik, hogy a két főváros, Belgrád és Pristina között húsz év után újra közvetlen légi járat indul, amit a Eurowings üzemeltet. (A szándéknyilatkozat aláírására Berlinben, az Egyesült Államok német nagykövetségén került sor.)[170]
- augusztus – Oroszországban bejegyzik a világ első, hatékonynak minősített koronavírus-oltását.[171]
- szeptember – Szeparatista felkelés Kelet-Ghánában.[172]
- október – A Vatikán két évvel meghosszabbítja a Kínával 2018-ban kötött megállapodást az ázsiai ország püspökeinek kinevezéséről.[173]
- november – Japánban hivatalosan is trónörökösnek minősítették Naruhito császár öccsét, Akisino herceget.[174]

## Az év témái

### Kiemelt témák és évfordulós emlékévek 2020-ban

#### Kiemelt témák
- Covid19-pandémia
- A nemzeti összetartozás éve

#### Évszázados évfordulók
- január 17. – Anne Brontë angol írónő születésének 200. évfordulója.
- január 21. – Hunfalvy János, a magyar tudományos földrajz megalapítója születésének 200. évfordulója.
- február 7. – Béres József kutató, biokémikus, a Béres Csepp megalkotója születésének 100. évfordulója
- április 7. – Klapka György honvédtábornok születésének 200. évfordulója.
- április 24. – Zenthe Ferenc, a a Nemzet Színésze, valamint érdemes és kiváló művész címmel kitüntetett, Kossuth- és kétszeres Jászai Mari-díjas magyar színművész születésének 100. évfordulója.
- április 27. – Herbert Spencer angol filozófus, biológus, antropológus születésének 200. évfordulója.
- május 3. – Zrínyi Miklós költő és hadvezér születésének 400. évfordulója.
- május 18. – II. János Pál pápa születésének 100. évfordulója.
- június 4. – A trianoni békeszerződés 100. évfordulója.
- augusztus 2. – John Tyndall brit fizikus születésének 200. évfordulója.
- szeptember 21. – Kenneth McAlpine brit autóversenyző születésének 100. évfordulója.
- október 1. – Walter Matthau Oscar- és Golden Globe-díj-as amerikai színész születésének 100. évfordulója.
- október 17. – Montgomery Clift amerikai színész születésének 100. évfordulója.
- november 28. – Friedrich Engels német filozófus születésének 200. évfordulója.
- december 13. – Széchényi Ferenc államférfi, könyvtár- és múzeumalapító halálának 200. évfordulója.
- december 27. – Tessedik Sámuel lelkész, pedagógus, pedagógiai és gazdasági szakíró halálának 200. évfordulója.

### 2020 a kriminalisztikában
- 2020-as Erzsébet téri késelés
- George Floyd halála

### 2020 az irodalomban
- A Budapesti Nemzetközi Könyvfesztivál és az Ünnepi könyvhét rendezvényeit – más kulturális rendezvényekkel együtt – a koronavírus-járvány miatt elhalasztották. (Az Ünnepi Könyvhetet szeptember 17–20. között tartják meg.)[175]
- június 4. – Rendkívüli szavazással a Digitális Irodalmi Akadémia tagjai hozzájárulnak ahhoz, hogy a következő három évben 113 posztumusz tagjelöltről tárgyalások induljanak.[176]
- Louise Glück amerikai író, költő kapja az idei irodalmi Nobel-díjat.

### 2020 a légi közlekedésben
- április 3. – Megérkezik az első Cargolux teherszállító repülőgép Csengcsou (Kína) repülőteréről Budapestre. Ezzel megindul a Csengcsou-Budapest-Luxemburg útvonalon közlekedő járat Boeing 747-400 típusú gépekkel.[177]

### 2020 a televízióban

#### Műsorok
- február 21. – Elindul A klónok háborúja 7. évada a Disney+ csatornán.
- május 4. – Lezárul A klónok háborúja 7., egyben utolsó évada a Disney+ csatornán.
- október 30. – Elindul a A Mandalóri című sorozat 2. évada a Disney+ csatornán.
- december 18. – Lezárul a A Mandalóri 2. évada a Disney+ csatornán.
- az év folyamán –
  - Bátrak földje
  - Nicsak, ki vagyok?
  - Álarcos énekes
  - Mellékhatás
  - Apatigris
  - #maradjotthon
  - Made in Karantén
  - Maradj haza magadnak
  - Segítség! Itthon vagyok!
  - Egyszer volt Budán Bödör Gáspár
  - Dancing with the Stars
  - Való Világ

#### Csatornák
- január 1. – Megszűnik a Megamax és elindul a JimJam teljesen magyar változata, de ezen a napon kísérleti jelleggel elindul a HGTV is.
- január 7. – Elindul a History 2.
- március 2. – Arculatot vált az OzoneTV.
- március 15. – Megújul az M1 aktuális hírcsatorna.
- március 30. – Az Arena4 indulása, illetve a HGTV hivatalos magyar szinkronos indulása.
- május 18. – Átalakul a Humor+, amely TV2 Comedy néven folytatja tovább.
- június 1. – Elindul a Club MTV, az MTV Dance helyén.
- június 2. – 8 perc 46 másodpercre elsötétül a ViacomCBS néhány csatornája a rendőri túlkapás miatt.
- augusztus 1. – Arculatot vált a Spektrum és a Spektrum Home.
- augusztus 17. – Átalakul a Kiwi TV és felvette a TV2 Kids nevet.
- szeptember 12. – Elindul az M4 Sport+ csatorna, mely a Duna World-del osztott adásidőben működik.
- szeptember 30. – Arculatot vált az Investigation Discovery, és a neve lerövidült ID-re.
- október 1. – Arculatot vált az M2 és a Sport TV, illetve a TV2 Csoport lett hivatalosan a szlovén Planet TV tulajdonosa.
- október 4. – Arculatot vált a TV2.
- október 5. – Nevet és logót vált az MTV Rocks és a VH1 Classic, amely MTV 80s és MTV 90s néven folytatják a működésüket.
- október 15. – Átalakul a LiChi TV, amely TV2 Séf néven működik tovább.
- december 17. – Átalakult a Paramount Channel, amely Paramount Network néven működik tovább.
- december 31. – Megszűnik a Fine Living és a Discovery HD Showcase.

### 2020 a sportban
- Tokió egy évvel később ad otthont a 2020. évi nyári olimpiai játékoknak.[178]
- Egy évvel eltolják az Európa 13 városában megrendezett 16. labdarúgó-Európa-bajnokságot, ami így az Tokiói olimpiához hasonlóan 2021-ben kerül megrendezésre.
- A svájci Lausanne-ban rendezik a 2020. évi téli ifjúsági olimpiai játékokat.[179]
- 2020. január – 2020-as férfi vízilabda-Európa-bajnokság
- Elmarad Szöulban a rövidpályás gyorskorcsolya-vb[180]
- 2020-as sakkvilágbajnokság
- 6. Világsakkfesztivál

### 2020 a tudományban
- december 5. – A Hajabusza–2 japán aszteroida-kutató űrszonda teljesítette fő misszióját: a kisbolygón gyűjtött anyagmintákat tartalmazó kapszulája december 5-én sértetlenül földet ért.

### 2020 természeti katasztrófái
- október 30. – 2020-as égei-tengeri földrengés

### 2020 a vasúti közlekedésben
- március 5. – Ingenheimi vasúti baleset

### 2020 a zenében
- május 12–16. – A COVID–19 pandémia miatt elmaradt az erre az időpontra kitűzött 2020-as Eurovíziós Dalfesztivál, amelyről Magyarország 2010 után először amúgy is távol maradt volna, mert lemondta a részvételét.
- október 17. – Bemutatják Szarka Tamás Missa Missio – Mise a legüldözöttebb vallásért című művét a Szent István-bazilikában, Budapesten.[181]
- Ava Max: Heaven & Hell
- Alicia Keys: Alicia
- Lady Gaga: Chromatica
- Little Mix: Confetti
- Example: Some Nights Last for Days
- DJ BoBo: Remixes & Unreleased Tracks
- Charlie: Mindenen túl
- Dido: The Last Summer (Deluxe – with R Plus)
- Dua Lipa: Future Nostalgia
- The Black Eyed Peas: Translation
- Eminem: Music to Be Murdered By
- Bagossy Brothers Company: Csendes Vizeken
- Katy Perry: Smile
- Kesha: High Road
- Kylie Minogue: Disco
- Taylor Swift: Folklore / Evermore
- Kozma Orsolya: Advent
- Jack Harlow: Thats What They All Say
- Justin Bieber: Changes
- Blackpink: The Album
- Ellie Goulding: Brightest Blue
- Melanie Chisholm: Melanie C
- Shawn Mendes: Wonder
- Toni Braxton: Spell My Name
- No Angels: 20
- Vanessa Amorosi: The Blacklisted Collection
- Rúzsa Magdolna: Angyalkert (Musical részlet az azonos című mesekönyv alapján)
- Kowalsky meg a Vega: Esszencia
- Twice: Eyes Wide Open

### Halálozások 2020-ban
- január 1. –  Aczél János, magyar származású, kanadai matematikus, a "Big Five" tagja (* 1924)
- január 3. – Kászem Szolejmáni, iráni tábornok (* 1957)
- január 7. – Neil Peart, kanadai dobos és szövegíró (* 1952)
- január 4. – Gesztesi Károly, magyar színművész, szinkronszínész (* 1963)
- január 7. – Felföldi Anikó, Jászai Mari-díjas magyar színművésznő, érdemes művész (* 1938)
- január 9. – Ivan Passer, cseh filmrendező, forgatókönyvíró (* 1933)
- január 10. – Kábúsz bin Szaíd Ál Szaíd, Omán szultánja (* 1940)[182]
- január 12. – Roger Scruton, angol konzervatív filozófus, esztéta (* 1944)
- január 16. – Efraín Sánchez, kolumbiai labdarúgó és menedzser (* 1926)
- január 18. – Makkai Ádám, kétszeres Kossuth-díjas magyar költő, nyelvész, műfordító (* 1935)
- január 21. – Terry Jones, walesi származású komikus, író, színész, rendező, a Monty Python csoport tagja (* 1942)
- január 23. – Richly Zsolt, Balázs Béla-díjas magyar rajzfilmrendező (* 1941)
- január 26. – Kobe Bryant, amerikai kosárlabdázó (* 1978)
- január 31. – Tornai József, Kossuth-díjas- és József Attila-díjas, író, költő, műfordító, a nemzet művésze (* 1927)
- február 1. – Andorai Péter, Kossuth- és Jászai Mari-díjas magyar színész, a nemzet színésze (* 1948)
- február 5. – Kirk Douglas, Oscar-díjas amerikai színész (* 1916)
- február 12. – Wichmann Tamás, kilencszeres világbajnok és kétszeres olimpiai ezüstérmes magyar kenus (* 1948)
- február 19. – Jens Nygaard Knudsen, a Lego-figurák alkotója (* 1942)
- február 23. – Göröcs János, olimpiai bronzérmes magyar labdarúgó, edző, csatár (* 1939)
- február 24. – Csukás István, Kossuth-díjas magyar író, költő, a nemzet művésze (* 1936)
- február 25.
  - Kampis Miklós, Kossuth-díjas magyar építész, a nemzet művésze (* 1935)
  - Hoszni Mubárak, politikus, Egyiptom elnöke 1981 és 2011 között (* 1928)
- február 28. – Bartók Mihály, Széchenyi-díjas magyar kémikus, egyetemi tanár, a MTA rendes tagja. (* 1933)
- február 29. – Székely Éva, olimpiai bajnok magyar úszó, edző, a nemzet sportolója  (* 1927)
- március 1. – Balsai István, magyar ügyvéd, politikus, országgyűlési képviselő (1990-2011), igazságügy-miniszter (1990-1994), az Alkotmánybíróság tagja (2011–2020)  (* 1947)
- március 2. – Zana József, magyar színész (* 1938)
- március 4. – Javier Pérez de Cuéllar, perui politikus, az ENSZ főtitkára (1982–1986) (* 1920)
- március 11. – Chrudinák Alajos, magyar újságíró, televíziós (* 1937)
- március 18. – Alfred Worden, amerikai amerikai űrhajós (* 1932)
- március 27. – Kovács Zsuzsa, Jászai Mari-díjas magyar színművész (* 1945)
- április 5. – Honor Blackman, angol színésznő (* 1925)
- április 12. – Stirling Moss, angol autóversenyző, Formula–1-es pilóta (* 1929)
- április 15.
  - Fekete György, Kossuth-díjas magyar belsőépítész, szakíró, politikus, MMA elnöke, a nemzet művésze (* 1932)
  - Brian Dennehy, amerikai színész (* 1938)
- április 17. – Norman Hunter, világbajnok (1966) angol válogatott labdarúgó, edző (* 1943)
- május 1. – Borbás Mária, József Attila-díjas magyar műfordító, író, kiadói szerkesztő. (* 1930)
- május 3. – Szilágyi István, magyar színművész (* 1937)
- május 9. – Little Richard, amerikai énekes, dalszerző, zongorista (* 1932)
- május 11. – Jerry Stiller, amerikai színész, humorista (* 1927)
- május 12. –  Michel Piccoli, francia színész és filmrendező (* 1925)
- május 26.
  - Diószegi István, magyar történész (* 1930)
  - Jerger Krisztina, Ferenczy Noémi-díjas művészettörténész (* 1948)
- június 2. – Földi Teri, Jászai Mari-díjas magyar színésznő (* 1934)
- június 3. – Kausz István, olimpiai bajnok magyar vívó (* 1932)
- június 7.
  - Kő Pál, Kossuth-díjas magyar szobrászművész, egyetemi tanár, a nemzet művésze (* 1941)
  - Marót Péter, olimpiai ezüstérmes, világbajnok magyar kardvívó (* 1945)
- június 13. – Nemeshegyi Péter, római katolikus pap, jezsuita szerzetes, teológiai doktor (* 1923)
- június 16. – Csurka László, Jászai Mari-díjas magyar színművész, rendező, érdemes és kiváló művész (* 1936)
- június 17. – Kárpáti György, háromszoros olimpiai bajnok magyar vízilabdázó, edző, a nemzet sportolója (* 1935)
- június 18. – Benedek Tibor, háromszoros olimpiai bajnok, Európa és világbajnok magyar vízilabdázó, szövetségi kapitány (* 1972)
- június 19. – Ian Holm, brit színész (* 1931)
- június 21. – Bálint György (Bálint gazda), magyar kertészmérnök, országgyűlési képviselő (1994–1998) (* 1919)
- június 22. – Joel Schumacher, amerikai filmrendező (* 1939)
- június 26.
  - Gyimesi László Lajos író, költő (* 1948)
  - Radványi György Ybl Miklós-díjas építőművész (* 1949)
- július 6. – Ennio Morricone, kétszeres Oscar-díjas olasz zeneszerző (* 1928)
- július 10.
  - Jack Charlton, világbajnok angol válogatott labdarúgó, edző, Bobby Charlton testvére (* 1935)
  - Koncz Ferenc, magyar politikus, tanár, polgármester, országgyűlési képviselő (* 1959)
  - Tass Olga, olimpiai bajnok magyar tornász, edző (* 1929)
- július 12.
  - Kelly Preston, amerikai modell, színésznő (* 1962)
  - Szűcs Lajos, olimpiai bajnok magyar labdarúgó (* 1943)
- július 14. – Bogdán László, magyar politikus, Cserdi polgármestere, cigány polgárjogi aktivista. (* 1974)
- július 25. – Bajnok Béla magyar szobrászművész (* 1937)
- július 26. – Olivia de Havilland, kétszeres Oscar-díjas amerikai színésznő (* 1916)
- július 27. – Kósáné Kovács Magda, magyar tanár, politikus, országgyűlési és európai parlamenti képviselő, miniszter (* 1940)
- július 31. – Alan Parker, angol filmrendező (Pink Floyd: A fal, Angyalszív), producer, forgatókönyvíró (* 1944)
- augusztus 7. – Reigl Judit Kossuth-díjas magyar festőművész (* 1923)
- augusztus 11. – Trini Lopez amerikai énekes, gitáros, színész (* 1937)
- augusztus 12. – Kulcsár Gergely, magyar atléta, olimpiai ezüst- és bronzérmes gerelyhajító, edző (* 1934)
- augusztus 13.
  - Bácskai Lauró István, magyar filmrendező, forgatókönyvíró (* 1933)
  - Sváby Lajos, Kossuth-díjas magyar festő (* 1935)
- augusztus 19. – Almási Ágnes, magyar világbajnok asztaliteniszező (* 1935)
- augusztus 28. – Chadwick Boseman, amerikai színész (Fekete Párduc) (* 1976)
- augusztus 28. – Szigeti Jenő, adventista lelkész, teológiai doktor (* 1936)
- augusztus 29. – Tótfalusi István, József Attila-díjas magyar író, nyelvész, műfordító, szerkesztő (* 1936)
- szeptember 5. – Jiří Menzel, Oscar-díjas cseh filmrendező (* 1938)
- szeptember 14. – Bertók László, Kossuth-díjas magyar költő, író (* 1935)
- szeptember 23. – Verebély Iván, Jászai Mari-díjas magyar színész (* 1937)
- október 25. – Bolberitz Pál, Széchenyi-díjas római katolikus pap, filozófus, egyetemi tanár (* 1941)
- október 31. – Sean Connery, Oscar-díjas skót színész (* 1930)
- november 3. – Szathmári István, magyar nyelvész, egyetemi tanár (* 1925)
- november 5. – Szőcs Géza, Kossuth-díjas magyar költő, politikus (* 1953)
- november 12. – Méray Tibor, Kossuth-díjas magyar író, újságíró (* 1924)
- november 18. – Benkő László Kossuth-díjas és Liszt Ferenc-díjas magyar zenész, billentyűs, zeneszerző, (Omega) (* 1943)
- november 20. – Konok Tamás Kossuth-díjas magyar festőművész, a nemzet művésze (* 1930)
- november 21. – Mihály Tamás, Kossuth-díjas magyar basszusgitáros, zeneszerző (Omega) (* 1947)
- november 23. – Böröndi Tamás, magyar színész, színigazgató  (* 1955)
- november 25. – Diego Maradona, világbajnok argentin labdarúgó, edző (* 1960)
- november 26. – Balázs Fecó, Kossuth- és Liszt Ferenc-díjas magyar énekes, zenész, zeneszerző (* 1951)
- november 28. – David Prowse, angol színész (Csillagok háborúja, Darth Vader) (* 1935)
- december 2. – Valéry Giscard d’Estaing, francia politikus, Franciaország elnöke (1974-1981) (* 1926)
- december 5. – Pécsi Ildikó, Kossuth- és Jászai Mari-díjas magyar színművésznő, rendező, érdemes és kiváló művész, országgyűlési képviselő  (* 1940)
- december 14. – Bergendy István, Liszt Ferenc-díjas magyar zenész, zeneszerző (* 1939)
- december 17. – Jeremy Bulloch, angol színész (Csillagok háborúja, Boba Fett) (* 1945)
- december 29. – Pierre Cardin, francia divattervező (* 1922)
- december 30. – Sólyom-Nagy Sándor, Kossuth-díjas magyar operaénekes (* 1941)

## Nobel-díjak és Nobel-díjasok
| Fizikai                     | Roger Penrose, Reinhard Genzel, Andrea M. Ghez     |
| Kémiai                      | Emmanuelle Charpentier, Jennifer A. Doudna         |
| Orvosi-élettani             | Harvey J. Alter, Michael Houghton, Charles M. Rice |
| Irodalmi                    | Louise Glück                                       |
| Béke                        | Világélelmezési Program                            |
| Közgazdasági Nobel-emlékdíj | Paul Milgrom, Robert B. Wilson                     |

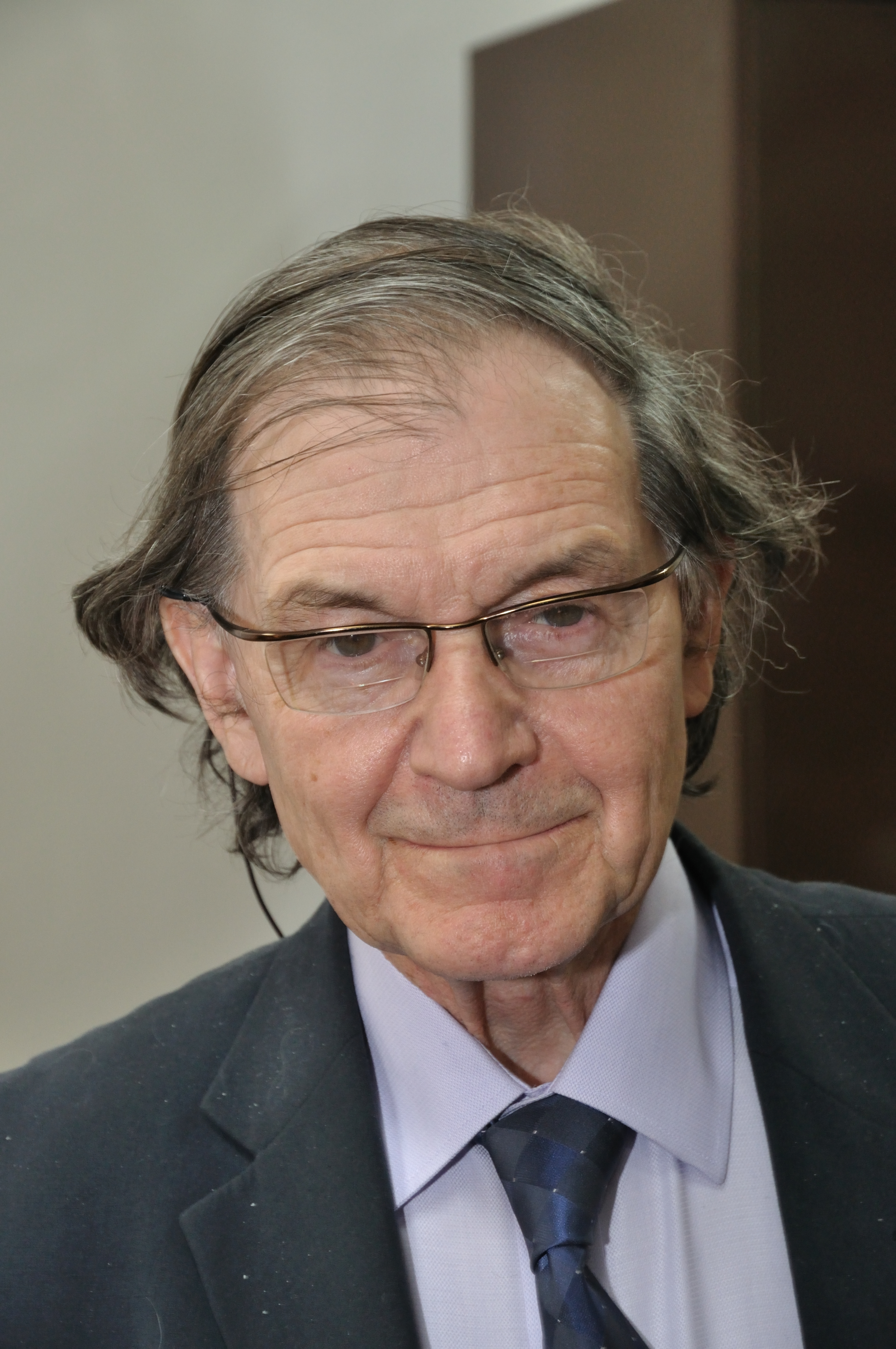
Roger Penrose
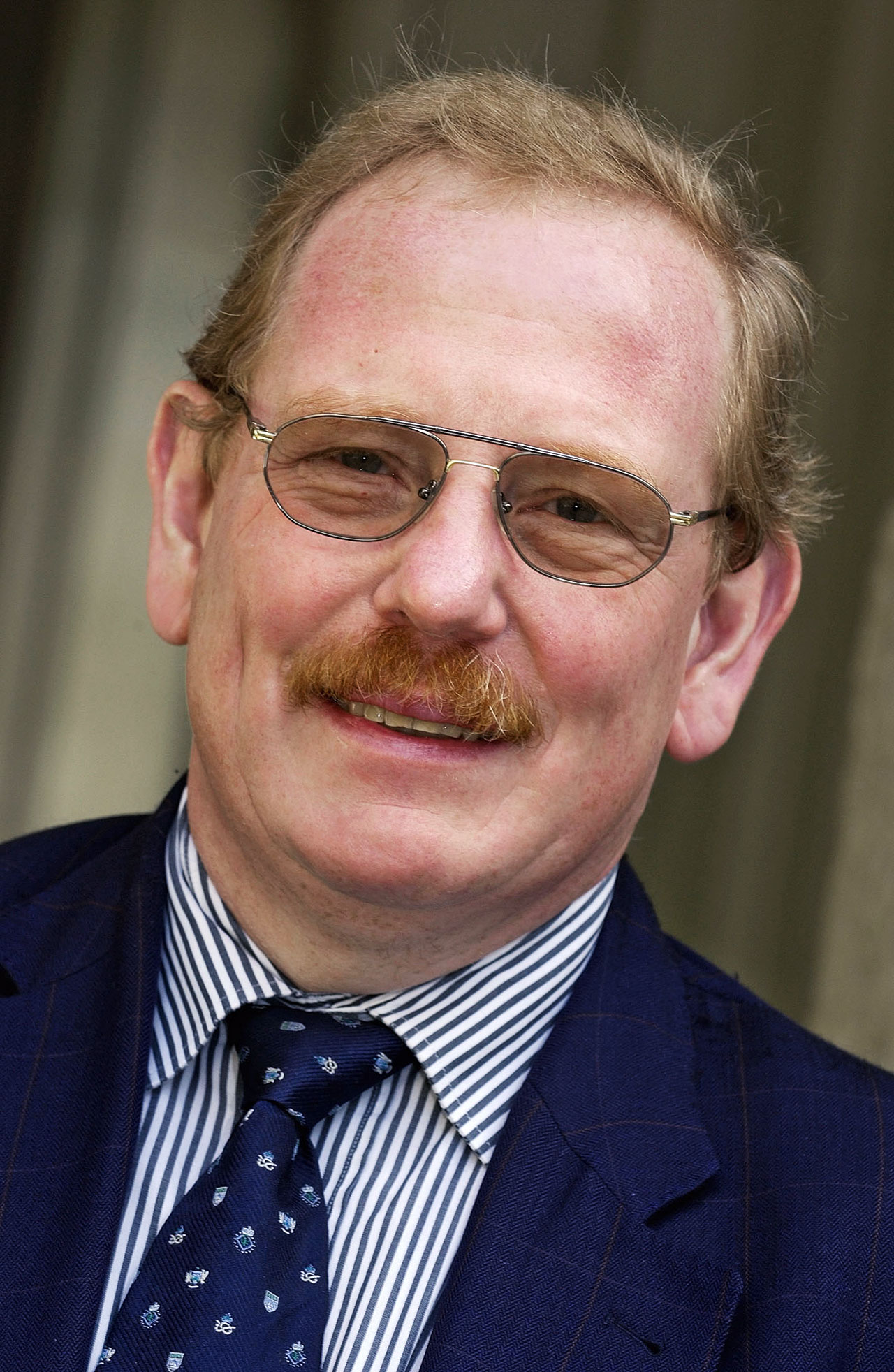
Reinhard Genzel
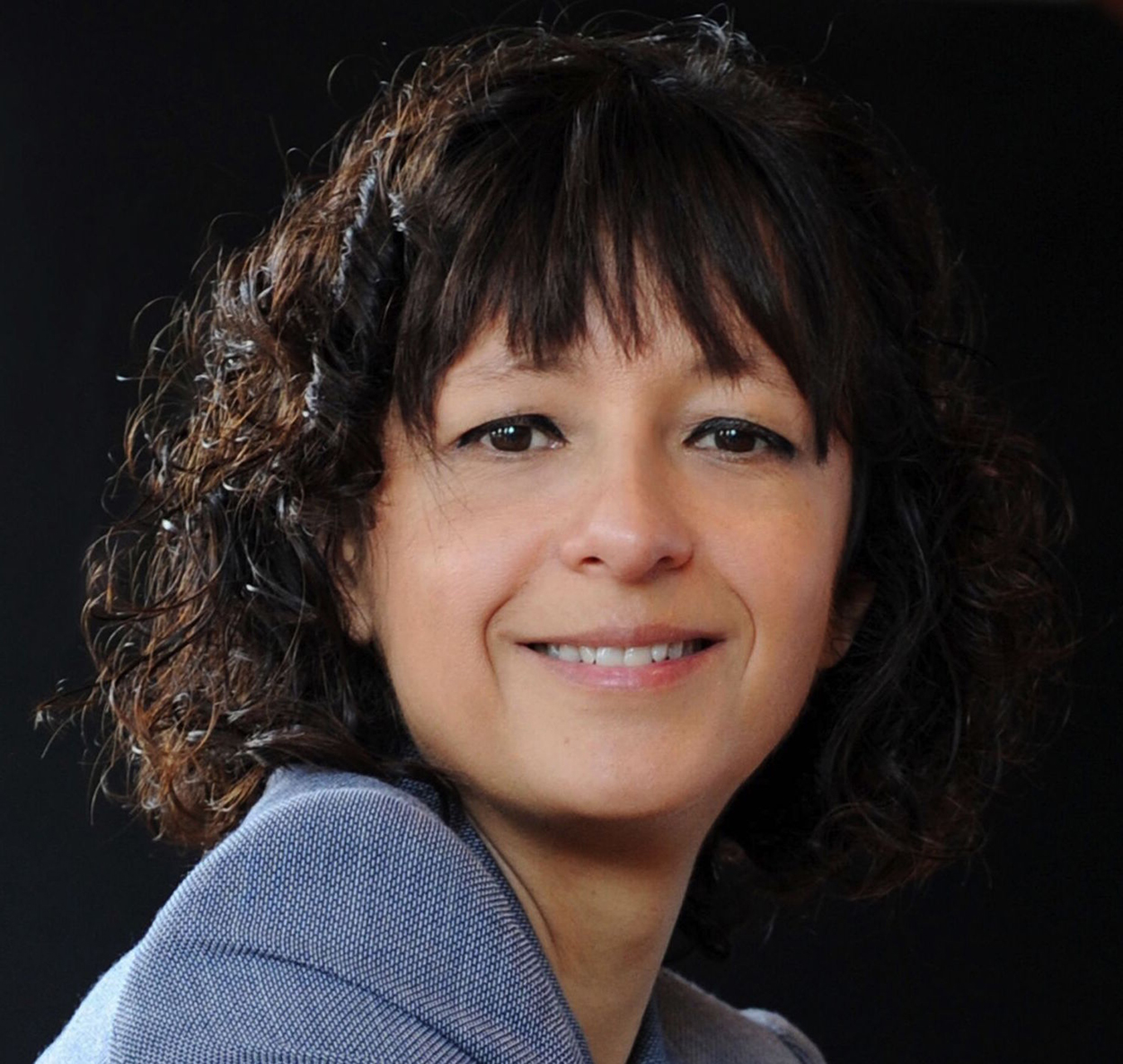
Emmanuelle Charpentier
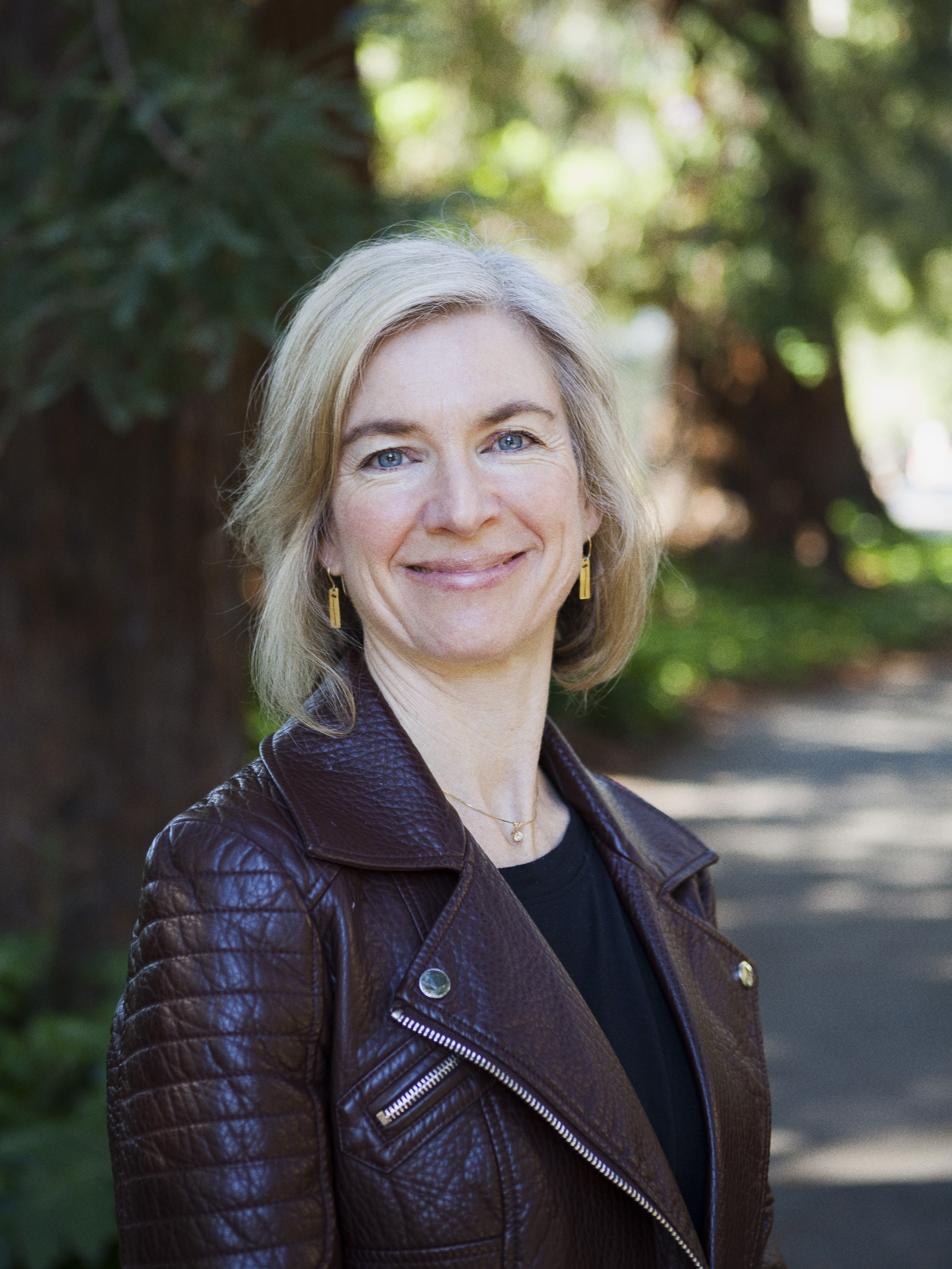
Jennifer Doudna
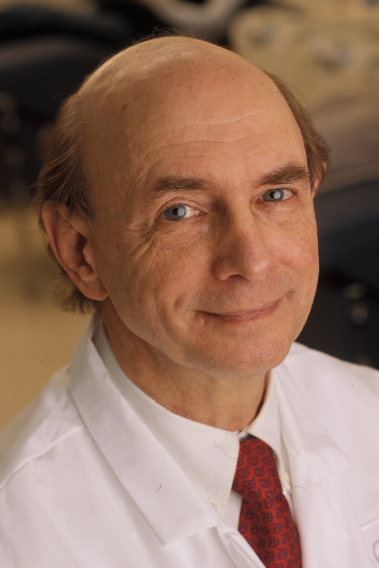
Harvey J. Alter
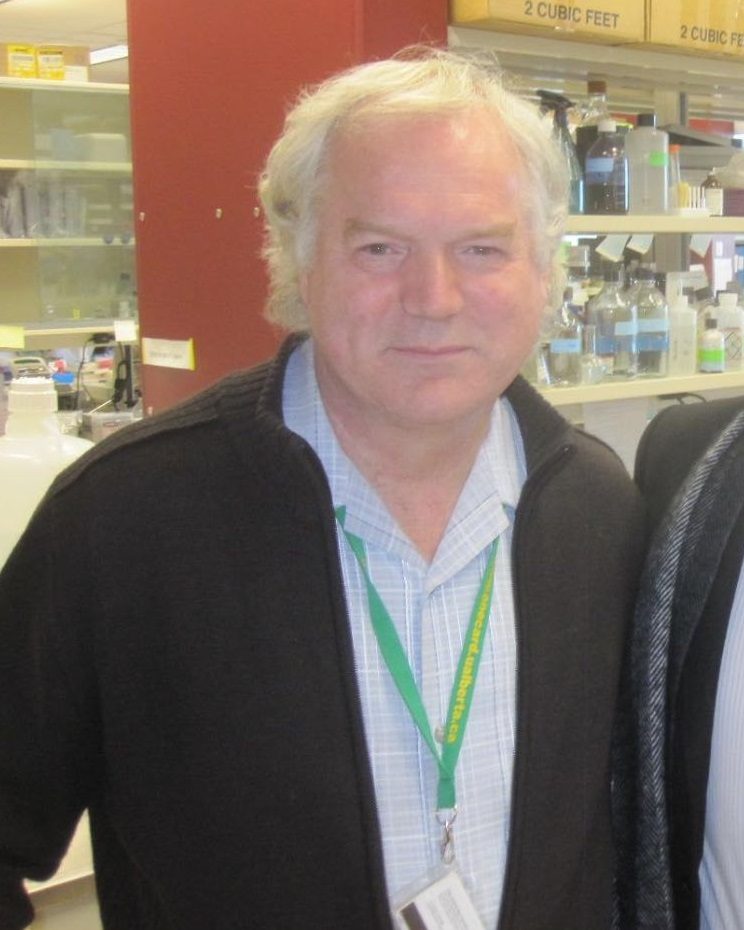
Michael Houghton
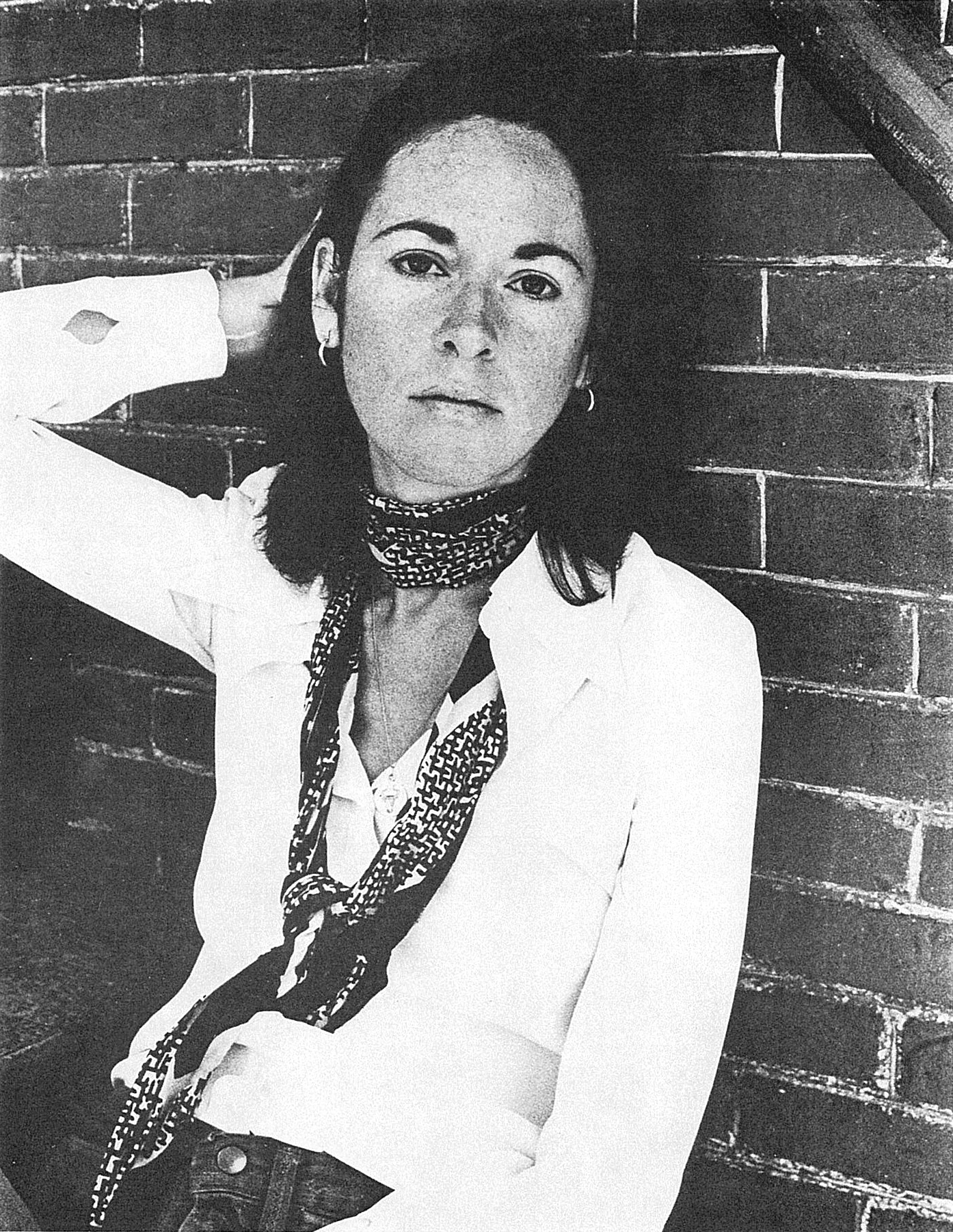
Louise Glück
Világélelmezési Program
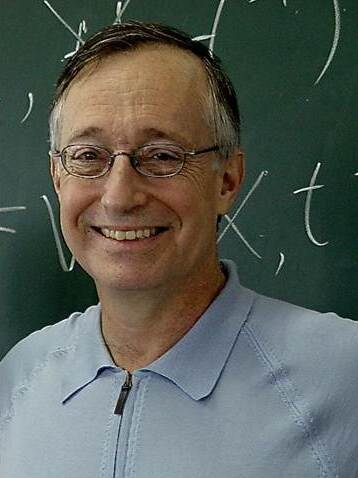
Paul Milgrom
Robert B. Wilson